# I5 SNCB
Les I5  étaient une série de voitures de chemin de fer belges à couchettes pour le trafic international ayant appartenu à l'opérateur historique SNCB. Elles dérivent du standard UIC-X comme leur sœurs les voitures I4.

## Histoire
Durant les années 1960, la SNCB développait son offre de trains de nuit et il fut décidé, en même temps que les voitures I4 à places assises, destinées aux trains internationaux, de commander une nouvelle série de voitures-couchettes, plus confortables que les voitures I3. Pour ces trains internationaux, en dehors des 40 voitures-couchettes I3, la SNCB ne possédait que des voitures de seconde classe de type I1, construites avant-guerre et quelques voitures I2. Les nouvelles venues possèdent de nombreux points communs avec les voitures I4 en cours de construction. Elles se différencient cependant par leur longueur de 26,40 m. Leur agencement est proche des voitures UIC-X couchettes mises en service à l’étranger.  
De nombreux points ont été repris sur les voitures I3 qui utilisaient déjà des bogies Minden-Deutz et le chauffage à air pulsé. Malgré leurs 11 grandes fenêtres par face, les voitures I5 ne comptent que 10 compartiments et le onzième, plus petit, sert de local de service pour l’accompagnateur. Son espace est légèrement tronqué pour permettre la construction d’un troisième compartiment lavabo jouxtant les toilettes (les I3 ne comprenaient que deux toilettes et deux compartiment lavabos contre deux toilettes et trois lavabos pour les I5). La capacité totale est de 60 voyageurs en configuration nuit et jour contre 54 pour les voitures I3 (qui ne disposaient pas d’un compartiment réservé à l’accompagnateur). L’isolation thermique et acoustique a été revue. En outre, elles sont conformes aux recommandations de l’UIC.    
Comme les voitures I4 de série, elles sont équipées de portes pliantes-coulissantes qui seront par la suite installées au lieu des portes battantes d’origine sur les I3 et les prototypes des I4.  
Avec la disparition progressive des trains de nuit, elles seront retirées du service en 2003, et proposées à la vente et la location. Elles seront ainsi utilisées pour des trains charters ponctuellement ou pour une saison complète (notamment par l'opérateur The Train Company sur le "Bergland Express" vers le pistes de ski). Infrabel en utilisera également certaines comme voitures-dortoirs. Plusieurs pistes de reventes seront citées sans aboutir. 

## Livrées
Initialement peintes en vert wagon, elles ont comme leurs sœurs reçu les différentes livrées associées à l'agence Railtour : 
- Livrée "Railtour I" : vert wagon avec grands logos Railtour blancs sous les fenêtres près des portes ;
- Livrée "Railtour II" : bleu nuit à triple bandeau bleu ciel tout le long de la caisse et portes bleu ciel (vers 1973). Les voitures qui n'étaient pas utilisées par l'agence de voyage ont également reçu cette livrée, sans logo ;
- Livrée "Railtour III" : bleu nuit à bandeau arc-en-ciel sous les fenêtres (vers 1982). Les voitures qui n'étaient pas utilisées par Railtour perdirent leur bandes bleu clair, cette couleur restant présente sur les portes.

Elles ont également porté la livrée "couchettes" de la SNCB, proche de la livrée "Railtour I", bleu nuit à portes bleu ciel, avec deux bandes orange sur les flancs.
Fin des années 1980, les voitures recevront ensuite progressivement une livrée bleu marine à bandes roses et ligne rouge identiques à celle que revêtirent les voitures I6 Bc (couchette de seconde classe également).

## Voitures préservées
- La voiture numérotée 14512 est préservée par l'association Patrimoine Ferroviaire et Tourisme et est utilisée comme local de service pour les bénévoles de l'asbl[3] ;
- Une voiture I5, découpée en deux sections, se trouve sur le toit du Train Hostel[4], un hôtel thématique situé à proximité immédiate du musée Train World ;
- En 2019, deux voitures I5 sont installées sur les emprises de la piscine Nemo 33 afin de servir à l'hébergement pour le brevet de plongée[5].